# Walter Saal
Walter Saal (* 29. Januar 1913; † 30. November 1996) war ein deutscher Heimatforscher und Denkmalpfleger.

## Leben
Saals Vater war Bürgermeister von Gräfendorf, wo Saal zeitweise lebte. Beruflich war Saal als Baumeister und Vermessungsingenieur tätig. Zur Heimatforschung gelangte er als 16-Jähriger. Sein Vater gab ihm ein an ihn als Bürgermeister gerichtetes Schreiben der Notgemeinschaft der deutschen Wissenschaft, mit dem Erhebungen zu einem Atlas der deutschen Volkskunde gemacht wurden. Saal erarbeitete über drei Jahre hinweg Antworten auf die etwa 240 gestellten Fragen.
Einen besonderen Schwerpunkt seiner späteren heimatkundlichen Arbeit bildeten Forschungen zu Steinkreuzen und Kreuzsteinen. Er dokumentierte und beschrieb über Jahrzehnte hinweg insgesamt über 300 solcher Kleindenkmale. Während des Zweiten Weltkriegs war er Soldat und geriet in Kriegsgefangenschaft. Zurückgekehrt engagierte er sich insbesondere in der Bodendenkmalpflege. Ab 1949 absolvierte er eine grabungstechnische Ausbildung in Wahlitz beim Landesmuseum für Vorgeschichte Halle. 1952 wurde er zum Kreisbodendenkmalpfleger des Kreises Merseburg berufen. Saal nahm eine Vielzahl von Grabungen im Kreisgebiet vor, wobei ihn seine Ehefrau Erna Saal unterstützte. Außerdem befasste er sich mit Heraldik und trug eine umfangreiche Münzsammlung zusammen.
1955 zog Saal nach Merseburg. Hier wohnte er bis zu seinem Tode an der Adresse Ulmenweg 10. 1960 wurde er Vertrauensmann für Denkmalpflege des Kreises. Er war beim Wiederaufbau des Ostflügel des Merseburger Schlosses beteiligt. Eine wesentliche Aufgabe war die Dokumentation von Denkmalen, die im Zuge des Braunkohleabbaus bedroht waren bzw. verschwanden.
In seiner Tätigkeit ging er Auseinandersetzungen mit staatlichen Stellen aber auch Kulturfunktionären und anderen Engagierten nicht aus dem Weg. Im Zuge von Auseinandersetzungen beteiligte er sich nicht an der Neugründung des Heimatvereins in Merseburg, sondern trat dem Heimatverein in Querfurt bei, wo er bis zu seinem Tode angesehenes Vereinsmitglied war.
Walter Saal und seine Ehefrau Erna Saal wurden nach ihrem Tod in der Grabstätte seiner Schwiegereltern "Heinecke" auf dem Stadtfriedhof in Merseburg beigesetzt. Die Grabstätte wurde vermutlich nach 2015 eingeebnet.

## Auszeichnungen
1974 wurde ihm die Leibniz-Medaille der Akademie der Wissenschaften der DDR verliehen. Sein Nachlass befindet sich im Landesmuseum für Vorgeschichte in Halle. Am 28. November 1994 erhielt er in der Alten Synagoge in Essen den Deutschen Preis für Denkmalschutz, die Silberne Halbkugel, durch das Deutsche Nationalkomitee für Denkmalschutz.

## Werke
- Die oberirdischen Bodenaltertümer des Kreises Merseburg, 1957
- Vorgeschichte und Geschichte des Kreises Merseburg, 1965
- Sagen des Kreises Merseburg, 1973
- Baudenkmale und historische Gedenkstätten im Kreis Merseburg, 1980
- Johann Christian Buxbaum – Ein Merseburger als erster Botaniker an der Akademie der Wissenschaften zu St. Petersburg, 1981
- Das Merseburger Schloss, 1986
- Steinkreuze und Kreuzsteine im Bezirk Magdeburg, 1987
- Steinkreuze und Kreuzsteine im Bezirk Halle, 1989
- Steinkreuzsagen aus Sachsen-Anhalt, 1992
- Das Brauchtum zwischen Querfurt und Merseburg, 1992

Außerdem veröffentlichte er über 200 Artikel in wissenschaftlichen Zeitschriften sowie eine Vielzahl populärwissenschaftlicher Beiträge.